# بیماری غشاء پایه نازک
بیماری غشاء پایه نازک (انگلیسی: Thin basement membrane disease) یا به اختصار TBMD که با نام‌های دیگری همچون «خون‌ادراری خوش‌خیم خانوادگی» و «نفروپاتی غشاء پایه نازک» (TBMN) هم شناخته می‌شود، در کنار نفروپاتی ایمونوگلوبین آ شایع‌ترین علتِ خون‌ادراری بدن حضور علائم دیگر است. تنها یافتهٔ غیرطبیعی در این بیماری، نازک‌شدنِ غشای پایه گلومرول‌های کلیه است. نکتهٔ مهم آن است که این بیماری پیش‌آگهی خوش‌خیمی دارد و مبتلایان به آن در سرتاسر زندگی‌شان، عملکرد کلیوی طبیعی و سالم دارند.

## علائم و نشانه‌ها
اغلب مبتلایان به‌صورت تصادفی طی آزمایش ادرار برای چک‌آپ‌های روتین کشف می‌شوند. فشار خون، عملکرد کلیه و دفع پروتئین ادراری معمولاً طبیعی هستند. پروتئینوری خفیف (کمتر از ۱٫۵ گرم در روز) و فشار خون بالا در عدهٔ اندکی از مبتلایان دیده می‌شود. خون‌ادراری واضح و درد پهلوها، نشان‌دهندهٔ عارضهٔ دیگری همچون سنگ کلیه یا نشانگان هماچوری درد کمر است. همچنین، هیچگونه تظاهر فراگیر در این بیماری دیده نمی‌شود، در نتیجه اگر فرد دچار کم‌بینایی و ناشنوایی است، باید به‌دنبال یک بیماری وراثتی همچون نشانگان آلپورت بود.

## ژنتیک
اساس مولکولی این بیماری به‌طور کامل مشخص نشده‌است، اما نقص در کلاژن نوع ۴ در برخی خانواده‌های مبتلا گزارش شده‌است.
برخی مبتلایان نیز حامل ژن‌هایی هستند که می‌تواند منجر به نشانگان آلپورت شوند.

## تشخیص
بیماری غشاء پایه نازک را باید از دو بیماری دیگری که سبب خون‌ادراری می‌شوند، یعنی نفروپاتی ایمونوگلوبین آ و نشانگان آلپورت افتراق داد.
- در نشانگان آلپورت، سابقهٔ خانوادگی نارسایی کلیه به همراه درجاتی از ناشنوایی موجود است. همچنین مردان خانواده بیشتر مبتلا می‌شوند، چرا که این سندرم وابسته به کروموزوم ایکس است.
- در نفروپاتی ایمونوگلوبین آ، اپیزودهایی از خون‌ادراری واضح وجود دارد که فرد خون در ادرار را می‌بیند و سابقه خانوادگی در آن چندان شایع نیست.

تنها راه تشخیص دقیق این بیماری بیوپسی کلیه است که نازک‌شدگی غشای پایه و کاهش ضخامت را از میزان طبیعی آن یعنی ۳۰۰ تا ۴۰۰ نانومتر به ۱۵۰ تا ۲۵۰ نانومتر نشان می‌دهد. با این حال بیوپسی به‌ندرت انجام می‌شود؛ چرا که فرد مشکل کلیوی و پروتئینوری ندارد و تنها دچار خون‌ادراری میکروسکوپی است که با چشم غیرمسلح دیده نمی‌شود. پیش‌آگهی بیماری عالی است؛ مگر آنکه تظاهرات بیماری همچون بیشتر مبتلایان به نشانگان آلپورت و نفروپاتی ایمونوگلوبین آ پیش‌رونده باشد.

## پیش‌آگهی
پیش‌آگهی بیشتر مبتلایان به این بیماری عالی است. برخی گزارش‌ها حاکی از آن است که عدهٔ اندکی از بیماران ممکن است بعدها دچار فشار خون بالا شوند.
ممکن است بیماری غشاء پایه نازک با یک بیماری کلیوی دیگر به‌طور همزمان موجود باشد که یک دلیل احتمالی آن، شیوع زیاد این بیماری در انسان است.